# Proyonanggan Selatan
Proyonanggan Selatan is een bestuurslaag in het regentschap Batang van de provincie Midden-Java, Indonesië. Proyonanggan Selatan telt 7403 inwoners (volkstelling 2010).